# Narancsszínű enyveskorallgomba
A narancsszínű enyveskorallgomba (Calocera viscosa) a Dacrymycetaceae családba tartozó, Eurázsiában és Észak-Amerikában honos, fenyők korhadó törzsén, ágain élő, nem ehető gombafaj.

## Megjelenése
A narancsszínű enyveskorallgomba termőteste 3-10 cm magas, korallszerű. Tönkrésze rövid, egyenesen feltörekvő ágai kétszer vagy háromszor villásan elágaznak, különösen a végüknél. Színe élénk narancssárga vagy sárgás-narancsos, száraz időben kissé vöröses. Felszíne sima, nyálkás.
A termőréteg az ágak végein a felszínen található. 
Húsa rugalmas, gumi- vagy zselészerű; színe sárgás-narancsos. Szaga és íze nem jellegzetes. 
Spórapora fehér. Spórája megnyúlt ellipszoid vagy kolbász alakú, felszíne sima, benne két olajcseppel, éretten válaszfal oszthatja ketté. Mérete 8-12 x 3,5-5 µm 

### Hasonló fajok
A mohakorallgomba, a hegyi korallgomba, a narancssárga korallgomba, a villás enyveskorallgomba, esetleg az árszerű enyveskorallgomba hasonlíthat hozzá.  

## Elterjedése és élőhelye
Eurázsiában és Észak-Amerikában él. Magyarországon gyakori. 
Fenyők korhadó törzsén, tönkjén, ágain található meg, gyakran seregesen. Júniustól októberig terem. 

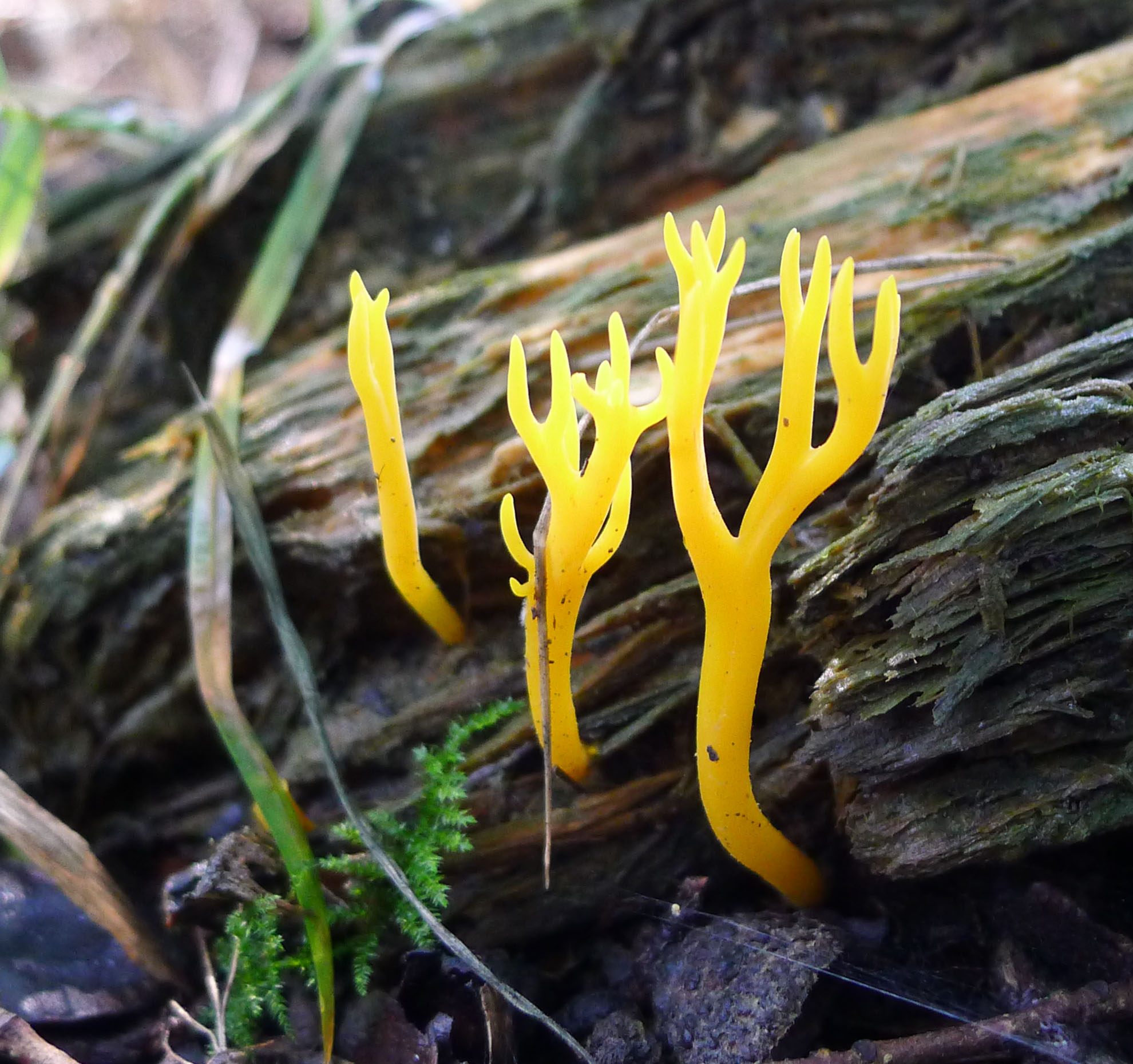
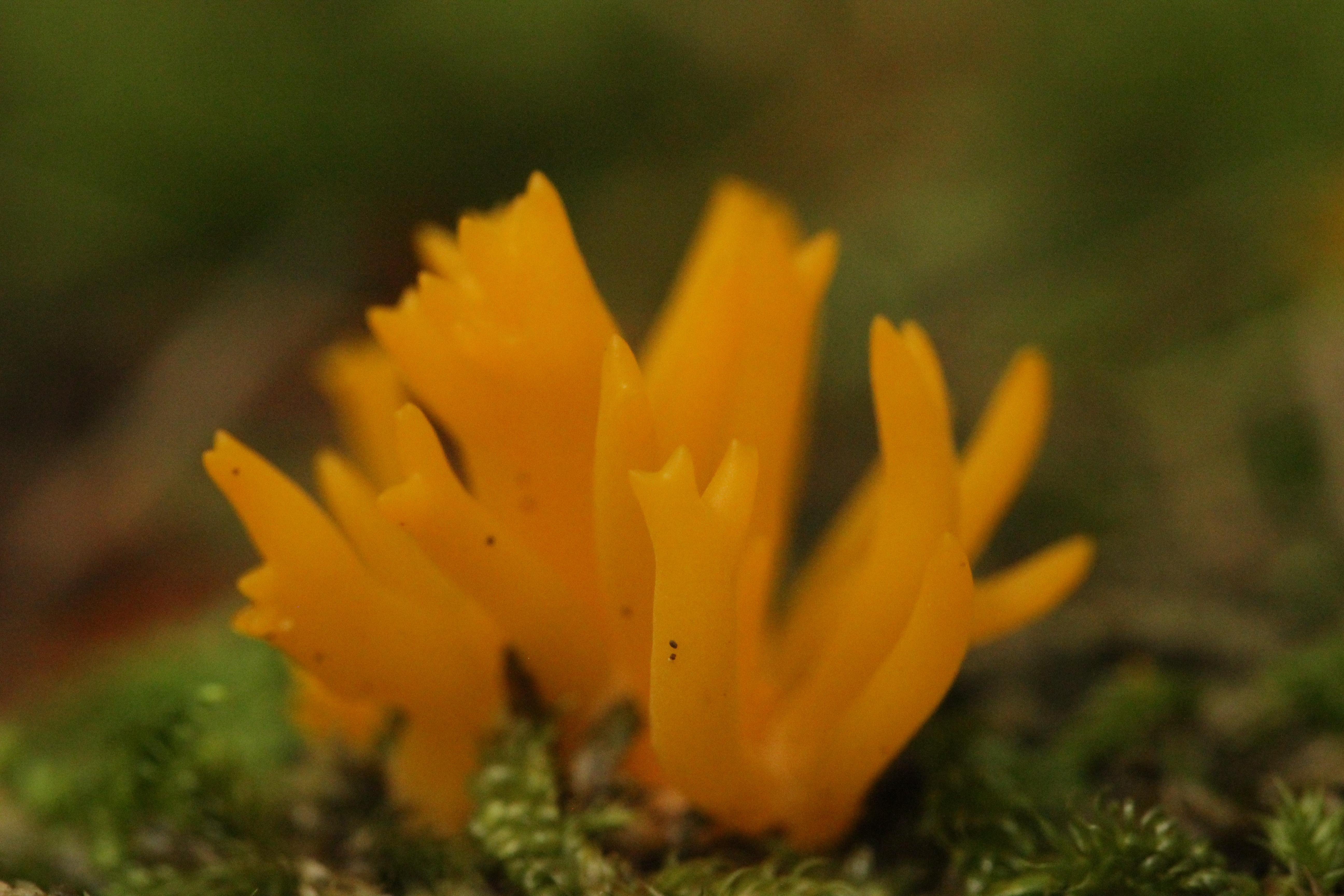
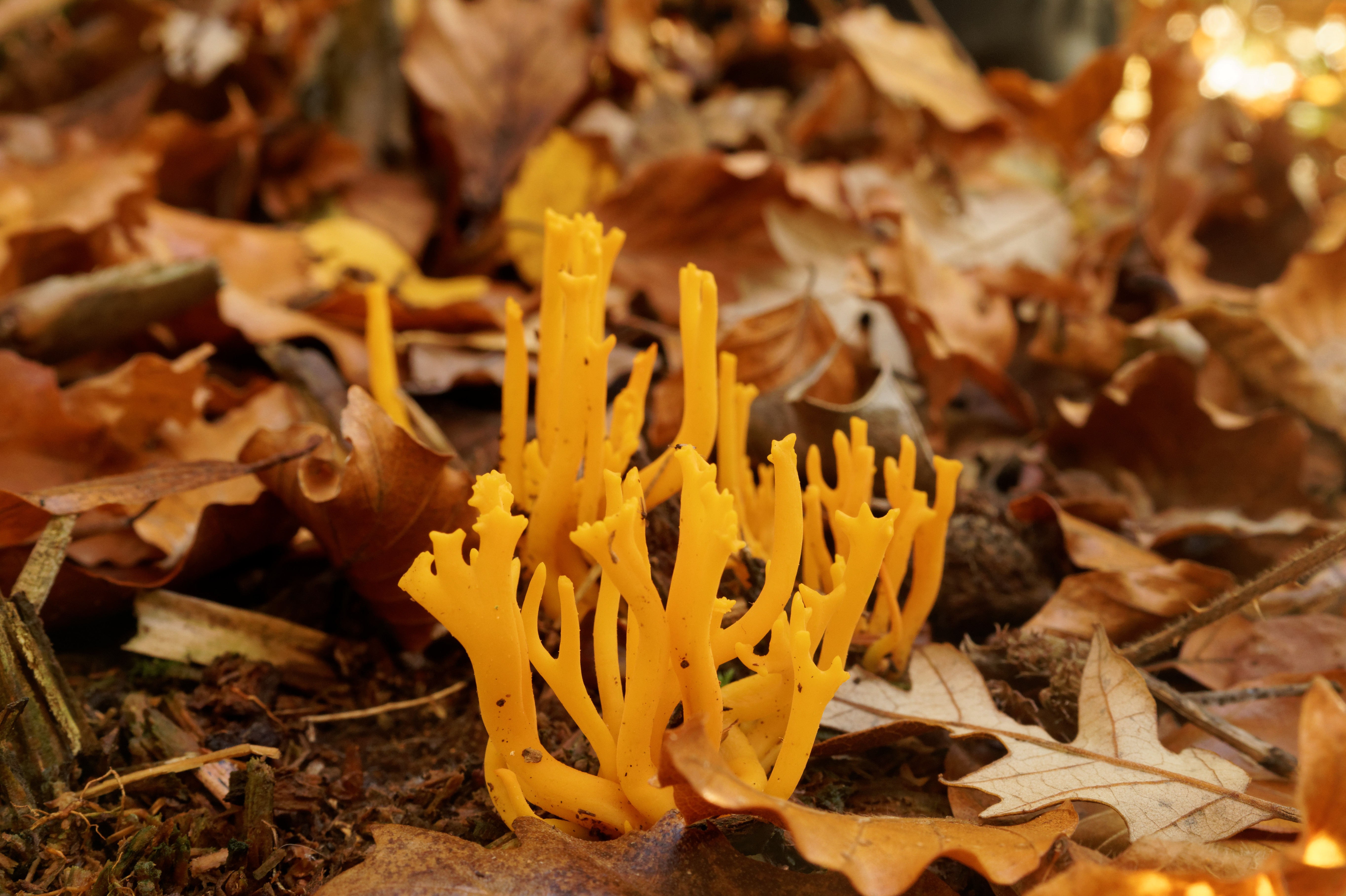
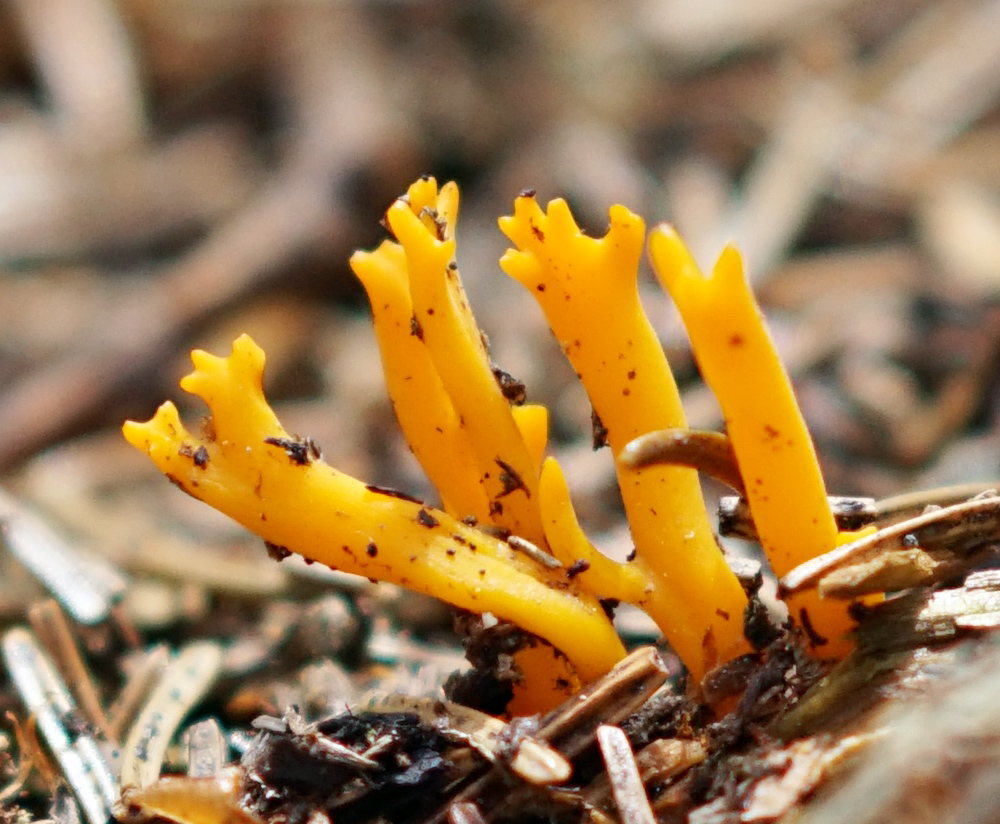
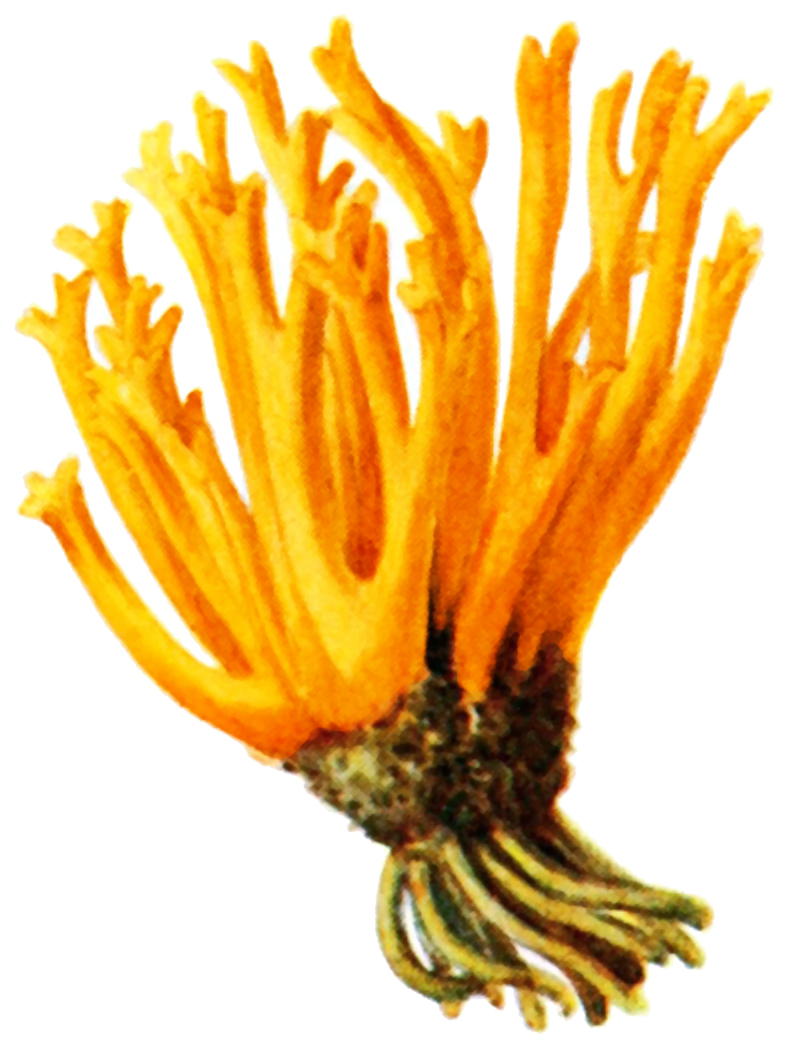

Nem ehető.